# Девушка моего лучшего друга
«Девушка моего лучшего друга» (англ. My Best Friend's Girl) — фильм режиссёра Говарда Дойча.

## Сюжет
Тэнк Тернер занимается довольно странным занятием: если какой-либо молодой человек расстаётся с девушкой, то «Тэнк» Тернер за определённую плату назначает этой девушке свидание и ведёт себя на нём намеренно ужасно. В итоге девушка решает, что её бывший парень не такой уж и плохой. По крайней мере, по сравнению с Тэнком. И возвращается к своему прежнему молодому человеку. Тэнк решает помочь соседу по квартире Дастину, влюбившемуся в коллегу по работе Алексис без взаимности с её стороны. Но события начинают развиваться не так, как рассчитывал Тэнк.

## В ролях
- Дэйн Кук — Шерман «Тэнк» Тернер
- Кейт Хадсон — Алексис
- Джейсон Биггз — Дастин
- Алек Болдуин — профессор Тернер, отец Тэнка
- Лиззи Каплан — Эми
- Нэйт Торренс
- Диора Бэйрд
- Марк Адер-Риос
- Кейт Элбрехт
- Мини Анден — Лиззи
- Эндрю Колдуэлл
- Том Кемп
- Терен Киллэм
- Рики Линдом
- Дженни Моллен

## Кассовые сборы
Несмотря на нелестные отзывы критиков о фильме, только прокат в США отбил все затраты на его производство. В России же, собрав 31,8 млн рублей в первый уик-энд, фильм был признан лидером по просмотру зрителями на выходных.

## Саундтрек фильма
1. «Do Me» (02:52) — Jean Knight
2. «You’re No Good» (03:43) — Линда Ронстадт
3. «My Best Friend’s Girl» (03:47) — The Cars
4. «Love Is Like Oxygen» (06:52) — Sweet
5. «99 Luftballons (99 Red Balloons)» (03:54) — Нена
6. «Crimson and Clover (feat. The Shondells)» (03:28) — Tommy James
7. «At Last» (03:02) — Этта Джеймс
8. «Have a Little Faith in Me» (04:03) — John Hiatt
9. «Save Some» (03:09) — Glacier Hiking
10. «Blue» (03:37) — Malbec
11. «Always Where I Need to Be» (02:42) — The Kooks
12. «Pop That Pussy» (04:21) — The 2 Live Crew
13. «Separate Ways» (05:39) — Teddy Thompson
14. «Best Friends Again / I Love You» (02:41) — John Debney
15. «The Man Comes Around» (04:29) — Johnny Cash